# Turecké letectvo

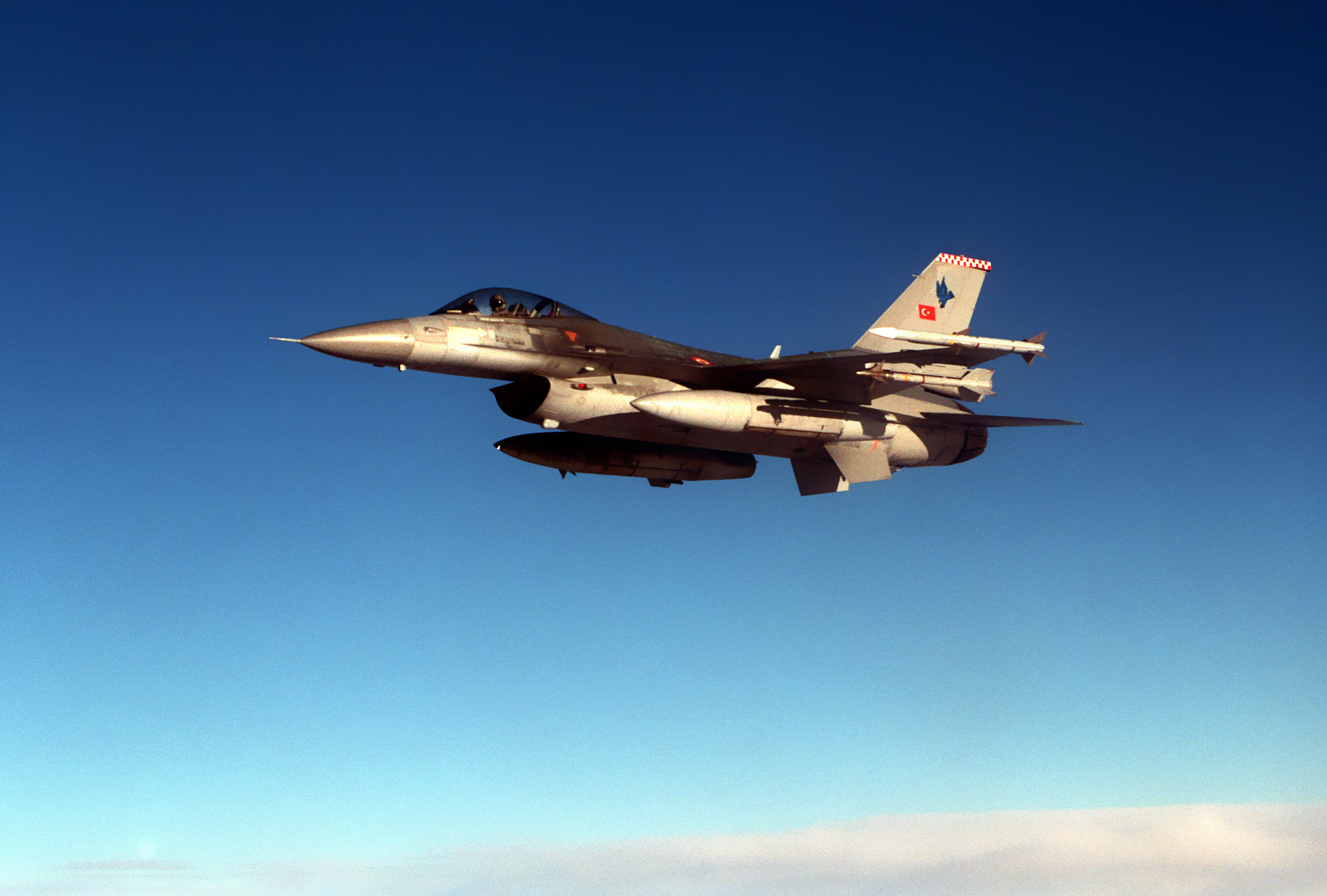
Turecká F-16C vyrobená místními závody Tusaş

Turecké letectvo (turecky Türk Hava Kuvvetleri) je součást tureckých ozbrojených sil. Jeho začátky se dají vypátrat do let 1909/1911, kdy byly v Osmanské říši založeny Osmanské vzdušné síly,nicméně letectvo, jak je možné ho znát dnes, nepřišlo dříve než roku 1923 s vytvořením Turecké republiky.
K roku 2013 se turecké letectvo řadí na třetí místo v NATO, pokud jde o velikost flotily, za USAF a Royal Air Force. Podle publikace Flight International (Flightglobal.com) a podle ústavu International Institute for Strategic Studies, v tureckém letectvu aktivně slouží 60 000 osob a provozuje přibližně 736 letadel.
V lednu 2024 americké ministerstvo zahraničí informovalo o svém souhlasu s prodejem 40 stíhaček F 16 a zařízení k modernizaci dalších strojů. Jedná se o kontrakt v hodnotě zhruba 23 miliard dolarů a podle agentury Associated Press tak USA reagují skutečnost, že Turecko po dlouhém váhání schválilo přistoupení Švédska k NATO.